# Gemmula damperierana
Gemmula damperierana é uma espécie de gastrópode do gênero Gemmula, pertencente a família Turridae.